# César De Cesare
César De Cesare (Morón, 12 luglio 1980) è un canoista argentino naturalizzato ecuadoriano, specializzato nella velocità.

## Biografia
Nato a Morón da Hugo e Viviana Grassi, nei pressi di Buenos Aires, iniziò con la canoa all'età di 10 anni seguendo le orme della sorella Daniela; a 15 anni venne selezionato nella squadra argentina e l'anno dopo vinse diverse medaglie, come i cinque ori ai campionati sudamericani juniores del 1995. Nel 2003 si ritirò per problemi economici dovuti alla mancanza di appoggio da parte delle istituzioni sportive argentine, dedicandosi ad altre attività per mantenere la sua famiglia, come quella di taxista e del camionista.

## Carriera
Emigrò in Ecuador nel 2009 con la sua famiglia, raggiungendo il fratello Sebastián che era il tecnico dei canoisti ecuadoriani. Dopo 6 mesi vinse il campionato Sudamericano il Colombia, e si dedicò quindi seriamente alle competizioni canoistiche, sotto l'insistenza del fratello.
Nel 2011, dopo varie prove di coppa del mondo disputate in Europa, ottenne la cittadinanza ecuadoriana, proprio prima di partecipare ai campionati mondiali di Seghedino, dove giunse settimo nel K-1 200 m., qualificandosi per i Giochi olimpici di Londra. Poco più tardi vinse la medaglia d'oro ai Giochi panamericani di Guadalajara. 
Nel 2012, dopo aver vinto una gara di coppa del mondo ed essere arrivato secondo in un'altra, viene nominato portabandiera dell'Ecuador ai Giochi Olimpici londinesi. Alle Olimpiadi di Londra De Cesare arriva dodicesimo nella sua gara preferita, il K-1 200m, posizione che migliorerà quattro anni più tardi, terminando dodicesimo alle Olimpiadi di Rio de Janeiro. Intanto, nel 2015, aveva vinto la medaglia d'argento ai XVII Giochi panamericani di Toronto.
Quattro anni più tardi, all'età di 39 anni, vince la medaglia d'argento ai XVIII Giochi panamericani di Lima, annunciando il ritiro dopo le Olimpiadi di Tokio del 2020.

## Palmarès
- Giochi panamericani
  - Guadalajara 2011: oro nel K1 200m
  - Toronto 2015: bronzo nel K1 200m
  - Lima 2019: argento nel K1 200m